# Моринці (Черкаський район)
Мо́ринці — село в Україні, у Черкаському районі Черкаської області, підпорядковане Корсунь-Шевченківській міській громаді. Знаходиться за 12 км від центру громади — міста Корсунь-Шевченківського, 1 км від залізничної платформи Моринці та за 1 км від автошляху Н-01 Київ — Знам'янка. Центр сільської ради. Поруч із селом проходить залізнична лінія Миронівка — імені Тараса Шевченка Одеської залізниці. У селі мешкає 248 людей. У Моринцях працюють Моринський навчально-виховний комплекс, амбулаторія, аптека, будинок культури, бібліотека, поштове відділення, ветлікарня, магазини.

## Походження назви села
Загадкою є походження назви села. Є припущення, що в її основу лягло прізвище Моринка, початковий носій якого був худорлявим на вигляд чоловіком. Назва такого типу характерна чергуванням приголосних звуків [к] і [ц]. Звідси хутір не Моринки, а Моринці. Між іншим, у Переяслівському полку служили козаки-земляки: Моринець, Карашинський і Кветко. Хоча існує легенда про те, що назва села пов'язана з часами Хмельниччини, коли війська підійшли до населеного пункту, то дуже зморились. Від цього пішла і назва села Моринці.

## Історія виникнення села
Село Моринці розкинулося по мальовничому великому яру, у якому протікала невелика тиха річка Корсунка. По берегах її були гарні левади. За переказами старожилів відомо, що в селі було декілька криниць з цілющою водою. Одна неподалік від урочища Ганзик. Воду її використовували для лікування внутрішніх органів. А ще одна знаходилась недалеко від дороги у Бевзів Яр. Тепер цих криниць немає. А від річки залишились тільки сполучні канали між ставками, які були побудовані в кінці 60-х років ХХ століття.
За археологічними даними поблизу села виявлено курган, поселення трипільської, черняхівської та зарубинецької культур.
Перші документальні згадки про Моринці датуються XVI століттям.
Жителі сіл Ситники та Моринці брали активну участь у знаменитій Корсунській битві 1648 року проти польської армії.
У XVIII столітті село відносилось до Корсунського староства Київського воєводства і повіту.
У 1816 році у селі Моринці проживало 203 чоловіків і 271 жінка.
На початку XIX століття село Моринці входили до Сотницької економії Корсунського маєтку, у якій вирощували пшеницю, жито, просо, овес, гречку, ячмінь, горох, коноплі та льон.
Жителі Моринців та Ситників також брали активну участь у русі Київська козаччина, ватажком селян був Михайло Гайденко.
З 1861 року село Моринці належало до Корсунської волості. Цього ж року зі скасуванням кріпосного права селяни отримали особисту волю, можливість викупу присадибних ділянок.
У 1900 році села Моринці та Ситники перейшли під владу поміщика Варварського Корнія Свиридовича. На 01 січня 1900 року у селі Моринцях нараховувалось понад 1270 десятин землі, була школа грамоти, 2 вітряні млини. У Моринцях, як і по всій імперії, до 1905 року тривав викуп селянської землі.
Після подій революції 1905—1907 рр. становище селян дещо поліпшилося, але суттєвих змін на селі не відбулося. Селом почав керувати староста (обирався сходкою села на 3 роки) з писарем. На ці посади призначались люди, яких знали всі в селі, вихідців із заможних родин. Першим старостою до 1917 року був Стрикаль Охтись Сільвесторович.
У 1917 році поміщик Варварський Корній Свиридович та його син Юхим були убиті, а сини Юхима Корнійовича — Петро і Дем'ян втекли. Жителі сіл розграбували панську землю.
У 1918 році на територію України прийшли гетьманці, які вигнали окупаційні війська Червоної Армії.
У 1919 році їх змінили війська Денікіна. Найдовше в селі була влада Симона Петлюри, яка вигнала війська Денікіна і протрималася тут цілий рік.
З 1919 р. по 1920 р. війська Червоної Армії окупували село. Через таке чергування влад в селі селянська сходка постановила, щоб уникнути зайвих жертв, обирати старосту на місяць.
З 1920 року, коли встановилась влада більшовиків, староста став називатися головою комнезаму. Першими комнезастамии були: Калініченко Іван Олександрович і Базарний Патій. У 1922 році посаду голови комнезаму перейменували на голову сільської ради. Перший голова — Калініченко Іван Олександрович, який пробув на цій посаді декілька місяців. Після нього цю посаду займав Лавренко Кирило Юхимович.
З 1917 по 1929 рік у селах велося індивідуальне господарство.
На початку 1929 року розпочинається примусова колективізація. Бідняки, яким не було чого втрачати, з радістю вступали в колгосп. Але селянам, у яких була земля, хліб і худоба нічого не залишалось робити — різати худобу, ховати хліб або зовсім тікати з села. Проте хліб та м'ясо неможливо було продати. Тому вони виступали проти колективізації, не хотіли вступати у новостворений колгосп «Жовтень». У селі Моринцях було декілька родин, у яких забрали все майно і виселили в район погребів (окраїна села, недалеко від залізниці), а пізніше вивезли в Калмикію.
Тяжкі випробування випали на долю жителів сіл в 30-ті роки ХХ століття: голодомор, сталінські репресії. Очевидці свідчать, що в 1932 році був гарний урожай, але ніхто із зібраного не одержав і кілограма. Кругом сіл була виставлена охорона з тією метою, щоб люди не залишали села.
Нацистська окупація сіл Моринці і Ситники у період Другої світової війни тривала 938 днів. Місцеві жителі мали зв'язки з партизанами таганчанського лісу. 254 осіб билися з нацистами на фронтах, з них 157 загинули смертю хоробрих. 178 нагороджено орденами і медалями Радянського Союзу. Воїнам, що загинули під час вигнання з села нацистів встановлено пам'ятник. Відновилася радянська окупація, що тривала загалом 69 років.

## Населення

### Мова
Розподіл населення за рідною мовою за даними перепису 2001 року:
| Мова       | Кількість | Відсоток |
| ---------- | --------- | -------- |
| українська | 309       | 97.48%   |
| російська  | 8         | 2.52%    |
| Усього     | 317       | 100%     |

## Пам'ятки
- Ганзик — заповідне урочище місцевого значення.
- Великий курган — геологічна пам'ятка природи місцевого значення.

## Відомі люди
- В селі народився Попович Григорій Данилович (* 23 квітня 1905 — † 24 вересня 1966) — Герой Радянського Союзу[4].
- Село Моринці є батьківщиною Саченка Михайла Григоровича (* 27 листопада 1947 - 2 лютого 2006) - українського поета, кінорежисера, кіносценариста, перекладача.
- У Моринцях народився та проживає Бур'ян Василь Степанович (* 13 вересня 1951) — місцевий поет, член літературно-мистецького об'єднання «Янталка», автор збірок поезій «Україна кличе нас» (2006), «Лелеки в полі» (2010), "На третій планеті від сонця" (2018).
- 6 жовтня 2016 року в Моринському НВК відкрито пам'ятну дошку випускнику Максиму Мариненку.

## Фото села

Моринці (Корсунь-Шевченківський район)
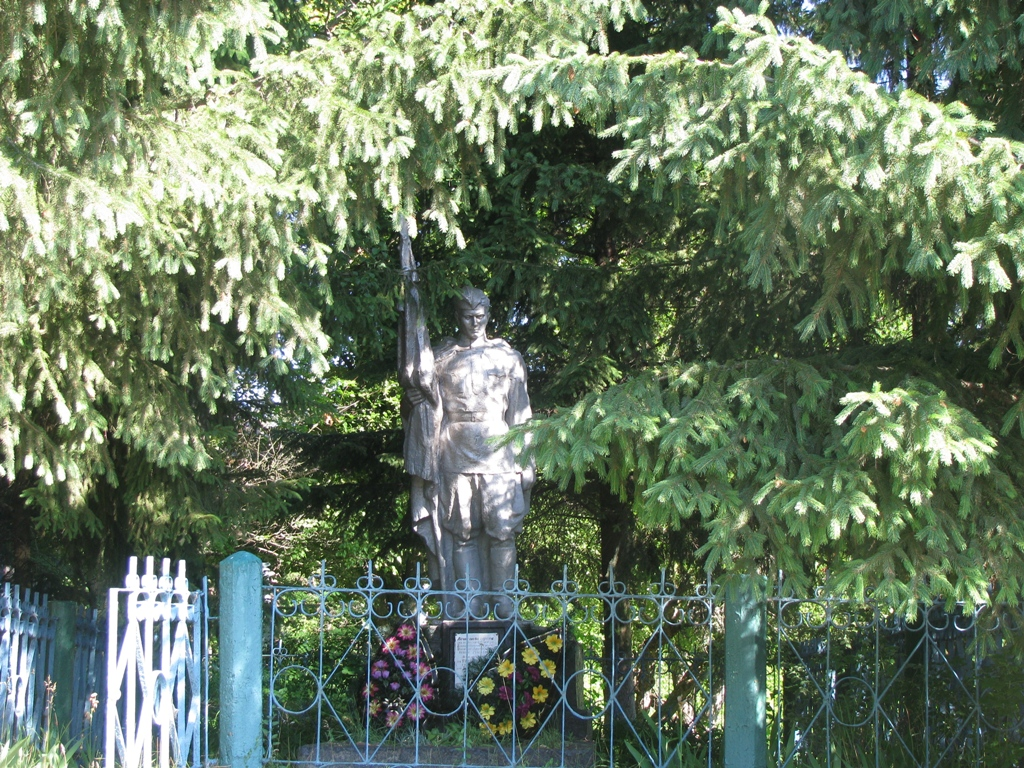
Братська могила у селі Моринці
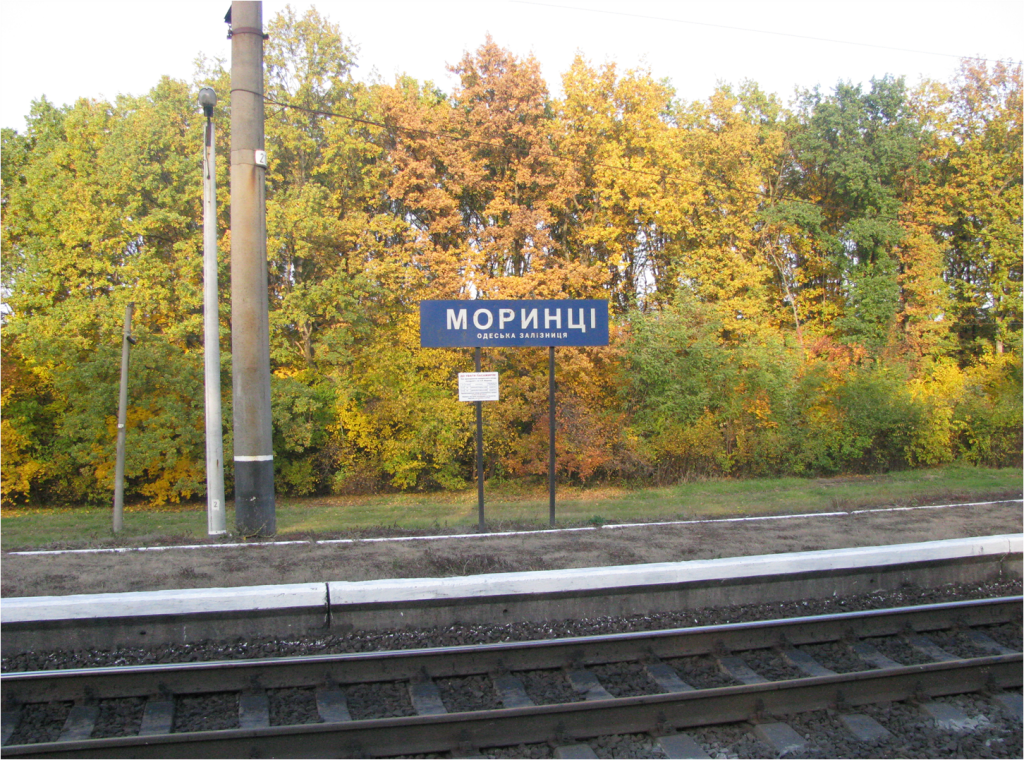
Залізнична платформа Моринці
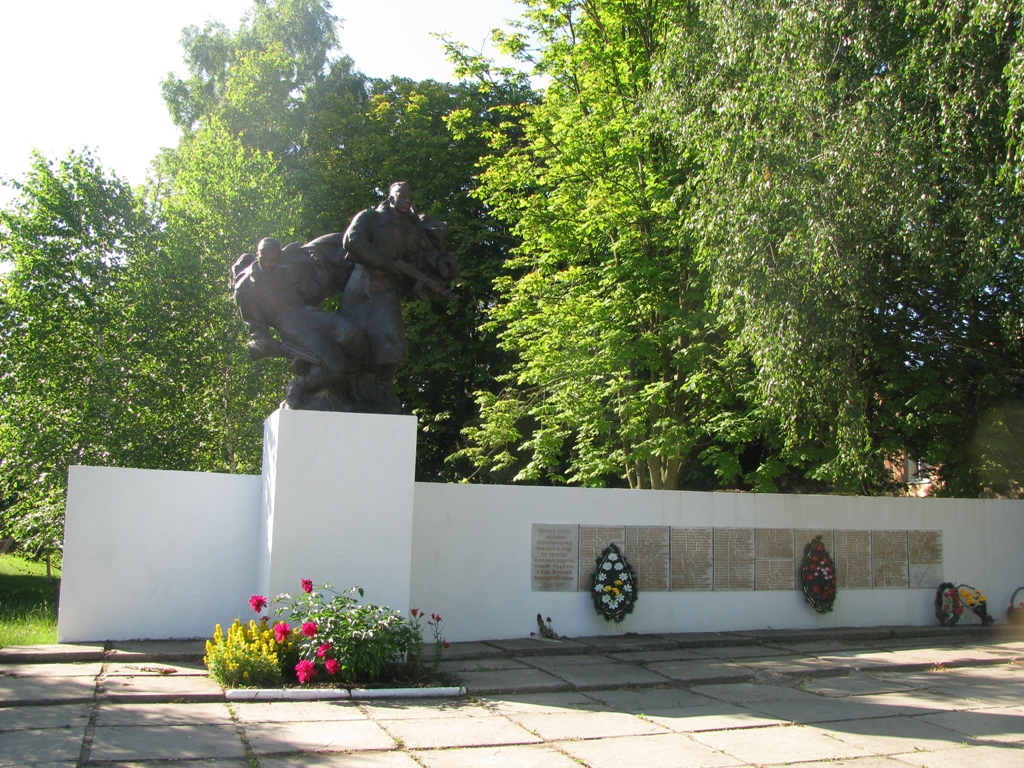
Пам'ятник односельцям, які загинули у роки війни
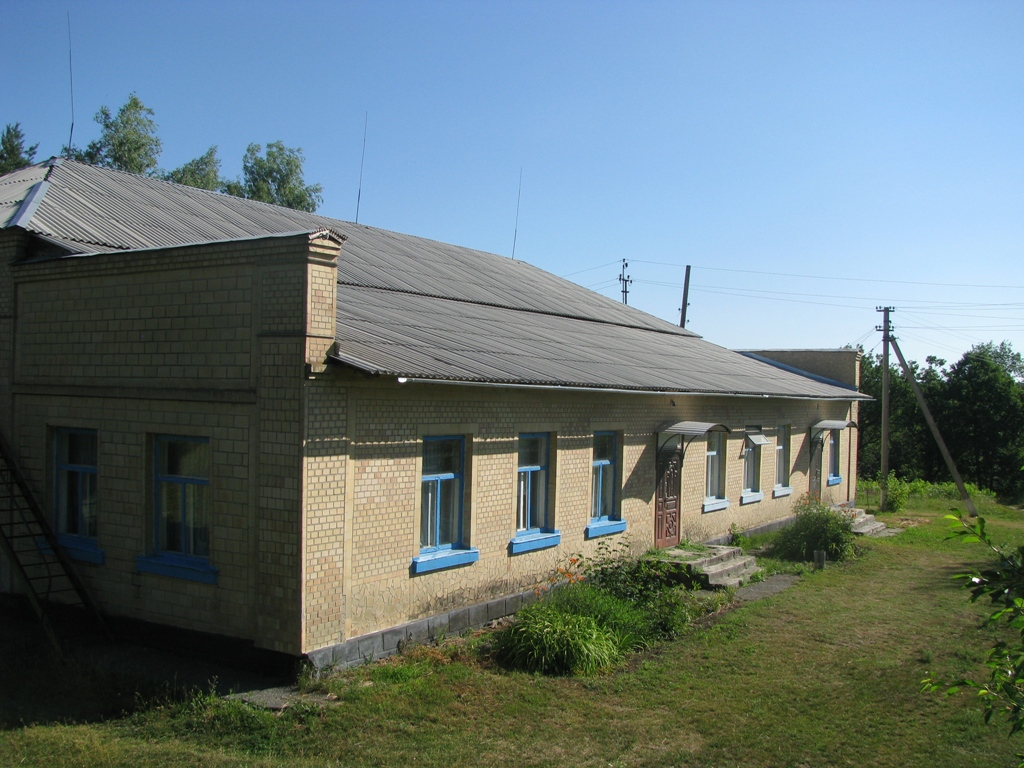
Сільська бібліотека і будинок культури
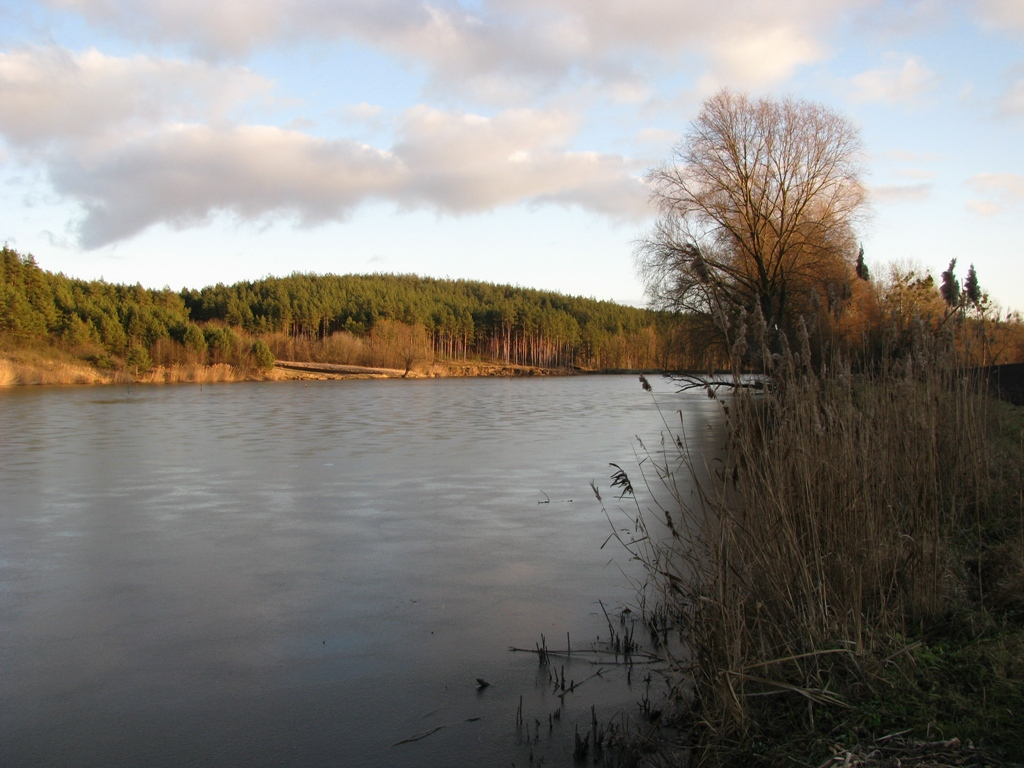
Ставок у селі Моринці

## Інтернет-посилання
- Погода в селі Моринці [Архівовано 26 березня 2008 у Wayback Machine.]